# Therobia secunda
Therobia secunda là một loài ruồi trong họ Tachinidae.